# І тоді ти повернешся
«І тоді ти повернешся» — радянський художній фільм 1976 року, знятий режисером Левоном Григоряном на кіностудії «Вірменфільм».

## Сюжет
Героїня – співробітниця Інституту стародавніх рукописів, проєктує події свого життя на вивчені історії з середньовічних манускриптів і приходить до вельми повчальних для себе висновків.

## У ролях
- Анаїт Топчян — Анна Закарян
- Карен Джангірян — головна роль
- Рудольф Гевондян — Кім
- Сос Саркісян — Бабаян
- Мігран Кечоглян — Апресян
- Роберт Баблоян — Мірзабекян
- Рубен Мартиросян — роль другого плану
- Вреж Акопян — роль другого плану
- Л. Габузова — роль другого плану
- М. Бостанджян — роль другого плану
- Еверт Паязат — роль другого плану
- Таврос Даштенц — роль другого плану

## Знімальна група
- Режисер — Левон Григорян
- Сценаристи — Левон Григорян, Агнесса Григорян, Владич Неделін
- Оператори — Юрій Бабаханян, Іван Дільдарян, Юрій Бабаханян
- Композитор — Роберт Амірханян
- Художник — Грайр Карапетян